# Genealogia di un crimine
Genealogia di un crimine (Généalogies d'un crime) è un film del 1997 diretto da Raúl Ruiz.

## Trama
Ispirato a un fatto accaduto a Vienna durante la prima guerra mondiale, è la storia d'una vittima che uccide il proprio carnefice. René è un ragazzino che viene esaminato nelle sue tendenze omicide fin dall'età di cinque anni da una psicologa infantile: dopo una decina d'anni si griderà al successo dell'operazione. E anche all'assassino: il bambino uccide la zia. L'avvocatessa Solange assume la difesa. Nella mente di René prende fattezze il fantasma della zia. I due s'innamorano, ma il circolo vizioso si conclude tragicamente.

## Riconoscimento
- 1997 - Festival di Berlino
  - Orso d'argento per il miglior contributo artistico